# 韦斯巴芗
提圖斯·弗拉維烏斯·維斯帕西亞努斯（Titus Flavius Vespasianus，9年11月17日—79年6月23日），英語化作維斯帕先（Vespasian），羅馬帝國弗拉維王朝的第一位皇帝。他是四帝之年（69年）的最後一位皇帝，結束了自尼祿皇帝死後，帝國18個月以來的戰亂紛爭情勢。在他10年的統治期間，積極與羅馬元老院合作，改革內政，重建經濟秩序。後世普遍對這位皇帝有正面評價。

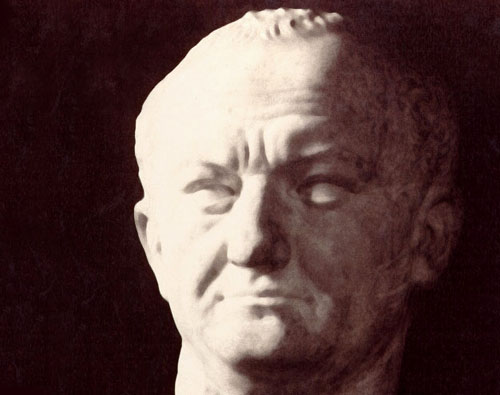
維斯帕先的胸像

## 早年生平

### 家世與公職生活
維斯帕先的父親「提圖斯·弗拉維烏斯·培特羅」屬於羅馬的騎士階級，曾在前1世紀的羅馬內戰中擔任過龐培陣營內的百夫長。法薩卢斯戰役失敗之後，提圖斯逃回家中，後來獲得赦免與退伍，便從事於商業活動。他的母親「維斯帕西婭·波拉」則是出身於努爾西亞（即今日的努爾奇亞，此地原為撒賓人的領域）的地方望族。他們生有兩個兒子，長子撒賓努斯，次子則是提圖斯（即維斯帕先）。9年，維斯帕先出生於撒賓地區的列阿特城，不久之後，維斯帕先的父親過世，維斯帕先由祖母扶養長大。
剛入成年後，維斯帕先對生涯的態度並不積極，經過母親的訓斥之後，才跟隨兄長的腳步開始參與公職生活。他從軍職開始著手，36年他在色雷斯任軍團司令官，後來以財務官的身份被派任至昔蘭尼和克里特行省。38年他參與競選營造官，以最後一名勉強選上。在皇帝卡利古拉執政斯間，他當上了大法官一職。
在皇帝克勞狄執政期間（41年），維斯帕先擔任了日耳曼軍團的副將。43年，他被調任參加不列顛戰役，成為軍隊統帥奧魯斯·普勞提烏斯手下的副將。他在當地與敵人進行了30次戰鬥，征服了20多個城鎮和維克提斯島（今日的懷特島）。他因戰功而獲得了凱旋服飾。51年最後兩個月，他以候補資格擔任了執政官。63年，他擔任阿非利加行省總督。
相傳他在尼祿皇帝執政期間，在一場皇帝本人唱歌的音樂會上打瞌睡，受到皇帝的驅逐。維斯帕先深怕自己將遭受更嚴厲的責罰，便退隱到偏僻小鎮生活。

### 猶太戰役
羅馬派駐於猶太行省的長官為了徵收當地積欠的行省稅，進入耶路撒冷的猶太神殿，將神殿內的財物抵充稅款。這一舉動在猶太人的觀點是褻瀆的嚴重行為，爆發猶太人的普遍起義。66年，羅馬的敘利亞軍團協同猶太王國的希律亞基帕二世進入敉平混亂，但卻受到挫敗。猶太民族的激進派士氣大振，使得居住在埃及的亞歷山大城、敘利亞的大馬士革的猶太社群，也出現騷亂的現象。
67年，尼祿決定慎重處理猶太人的起義，他起用了維斯帕先擔任軍團統帥（蘇埃托尼烏斯認為尼祿猜忌擁有大軍的將領，於是才任命了家世背景不高的維斯帕先），增派了三個軍團開赴猶太地區；維斯帕先提拔自己的長子提圖斯為副將。68年，維斯帕先平定了猶太北方，猶太起義軍領袖之一約瑟普斯投降。羅馬軍準備圍攻耶路撒冷，武力鎮壓猶太人的叛亂。

## 登上帝位

### 四帝之年
68年底，羅馬首都發生動亂，尼祿自殺，加爾巴成為新的皇帝。正在進行猶太戰役的維斯帕先則暫時停止軍事行動。69年初，加爾巴被奧托所殺，奧托成為皇帝。但日耳曼軍團不服，自行擁立維特里烏斯為帝。維特里烏斯進軍羅馬，與奧托展開爭雄會戰。維斯帕先此時則是靜觀情勢變化，並未表態支持任何一方。69年4月，第一次貝德里亞庫姆戰役結束，維特里烏斯派戰勝，奧托自殺，維特里烏斯受元老院承認為羅馬皇帝。
戰役結束後，失敗的潘諾尼亞軍團不服，他們聯合未及參與第一次貝德里亞庫姆戰役的莫埃西亞軍團，以及東方的敘利亞軍團長官蓋烏斯·李錫尼烏斯·穆西亞努斯，共同擁立猶太軍團的維斯帕先為皇帝。不久之後，埃及行省長官提比略·亞歷山大也表態公開支持維斯帕先。69年7月1日，維斯帕先稱帝，並進入埃及亞歷山大城坐鎮。
9月，東方軍團進入義大利，經過與擁獲維特里烏斯的軍隊激烈戰鬥後（也稱為「第二次貝德里亞庫姆戰役」）攻下克雷莫納。此後，東方軍團連戰皆捷，在12月攻下羅馬城，並將維特里烏斯全家處死。至此，維斯帕先成為唯一的羅馬皇帝。

### 執政措施
維斯帕先即位之後，展開了一連串社會秩序的重建與財政整理措施。由於一整年的內戰，帝國高層呈現人員凋零的現象，於是維斯帕先自任監察官，重新登記與審查元老院貴族與騎士兩個階級的人員，罷黜當中的腐敗份子，並從行省中遴選具有威望的人士進入中央。他還為了符合財產的規定，為元老補足他們不足的差額，並慷慨地給予貧窮執政官的津貼，讓這些精英階層能夠穩定並恢復他們的尊嚴。維斯帕先還整頓了軍中紀律，藉由懲罰和剋扣賞銀等方式，壓抑了士兵的跋扈氣焰。
為了讓解決因內戰而中斷與堆積的訴訟案件，維斯帕先不拘泥於正常的程序，而是用抽籤的方式選定一批特派專員，盡速地解決法庭的案件，特別是歸還戰爭期間受侵奪的人民財產歸還，好讓社會秩序立刻恢復。
維斯帕先為了填補空虛的國庫，儘可能地開拓財源。他恢復了拍賣稅，增加行省的稅捐，增加各種項目服務的收費，並不吝開放官職的購買。不過他也能充份地運用徵收而來的金錢，除了改善精英階級的生活之外，他也重建了許多因天災或戰亂受損的都市，獎掖修辭學與文法教師，慷慨地補助各類型的娛樂事業。

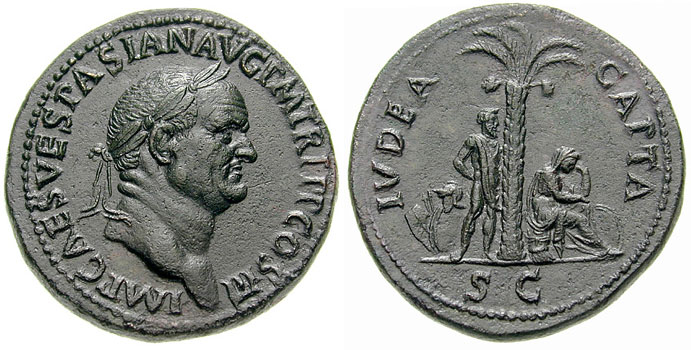
71年發行的錢幣，正面是維斯帕先皇帝，背面則是紀念征服猶太

在維斯帕先即位之前，帝國境內仍有兩件起義事件，都在70年結束。掀起整個高盧地區戰亂的巴塔維亞大起義事件，由羅馬將領凱列亞里斯率領正規軍敉平，巴塔維亞族領袖奇維里斯投降。另一方面，因內戰而延宕的猶太戰役再度開啟，由皇帝長子提圖斯率領的羅馬軍攻入耶路撒冷，猶太戰役大致終結。羅馬的雅努斯神廟關閉，象徵羅馬和平再度降臨。

### 身故與繼承
79年，維斯帕先在坎帕尼亞感染了熱病，他回到了故鄉的莊園避暑，仍在該地處理政務與接見使者。6月23日，因為嚴重腹瀉的身體虛弱的他，仍宣稱「皇帝應該站著死去。」在他堅持並掙扎站直身體時，死在攙扶者的懷裡。
維斯帕先在39年與來自阿非利加的女子「弗拉維婭·多米提拉」結婚，生有三個兒女：提圖斯、圖密善和多米提拉，但女兒和妻子都早已亡故，因此他一生中只有兩個兒子長大成人。此後維斯帕先未再結婚，但卻有幾位情人陪伴。
維斯帕先死後，40歲的長子提圖斯順利繼承他的帝位。

## 評價
由於維斯帕先並非貴族出身，所以他在施政上能夠不拘舊法，以最快的方式穩定秩序、安撫人心。他的態度平易近人，熱衷滑稽和低級趣味，甚至不避諱鄙俗髒話（一個著名的例子為他在重病自知不起時稱「可憐的我啊，快變成神囉」）。對別人的侮辱和敵視從不耿耿於懷或心存報復。維特里烏斯死後，維斯帕先為了他的女兒找了一個出色的丈夫，甚至為她辦置嫁妝。
不過在影響後世最深的作品中，維斯帕先在塔西佗與蘇埃托尼烏斯筆下，常常冠以「貪財」之名，給人一種銅臭滿身的形象；然而在《罗马十二帝王传》裡頭，作者也指出，在國家經過一場動亂之後，「由於國庫和皇帝金庫空虛，他不得不徵收苛捐和進行敲搾勒索……看來，這種觀點接近於真實，因為他很好地利用了那些不義之財。」

## 其他
- 法语中的街頭尿廁（法语：Vespasienne）通稱為，意大利语中的公厕为“vespasiano”，其名稱乃取自這位皇帝。
- 西方諺語「錢沒有氣味」（拉丁語：Pecunia non olet，英語將之翻譯作Money does not stink）這句話的出处是提图斯说他征收公厕使用税的做法有损尊严时，韦斯巴芗回答他钱没有气味。